# Мирцешть
Мирцешть, Мирцешті (рум. Mârțești) — село у повіті Арджеш в Румунії. Адміністративний центр комуни Сепата.
Село розташоване на відстані 110 км на захід від Бухареста, 18 км на південний захід від Пітешть, 85 км на північний схід від Крайови, 124 км на південний захід від Брашова.

## Населення
За даними перепису населення 2002 року у селі проживали 368 осіб, усі — румуни. Усі жителі села рідною мовою назвали румунську.